# HD 171505
HD 171505，又名BD+10 3573，SAO 103867、HR 6976，是一颗恒星，视星等为6.4，位于銀經40.82，銀緯8.6，其B1900.0坐标为赤經18h 30m 5.4s，赤緯+10° 8.6′ 48″。